# Qin Kanying
Qin Kanying é um jogadora de xadrez da China com participação nas Olimpíadas de xadrez de 1990 a 1994. Kanying conquistou a medalha de bronze por performance individual no tabuleiro reserva em 1992. Por equipes, ajudou a China a conquistar a medalha de bronze em 1990, 1992 e 1994, tendo jogado no terceiro tabuleiro em 1990 e 1994.